# Loekie Zondag
Nelly Geesje (Loekie) Zondag (Montfort-l'Amaury, 24 januari 1924 – Delfstrahuizen, 24 juli 2018) was een Nederlands kunstschilder en tekenaar.

## Leven en werk
Loekie Zondag werd geboren in het Franse Montfort-l'Amaury als de dochter van kunstschilder Jan Zondag en Petronella Barbara (Nellie) Wassenaar. Het gezin Zondag woonde afwisselend in Montfort-l'Amaury, Vreeland en Kortenhoef. Toen Zondag tien jaar oud was, maakte zij haar eerste composities van textiel, met als onderwerp, Bijbelse en dagelijkse taferelen. In 1937 begon zij met het schilderen: een reeks zelfportretten.
Op zestienjarige leeftijd had Zondag haar eerste tentoonstelling, samen met haar vader, bij Kunstzaal van Lier (Carel van Lier) in Amsterdam. Door de oorlogsdreiging was het gezin Zondag in 1939 genoodzaakt terug te keren naar Nederland, Zij vestigden zich in Eemnes waar Nellie Zondag, na een ziekbed, in 1943 overleed. De periode na het overlijden van haar moeder, stapte Zondag van de Bijbelse onderwerpen af. Zij schilderde dan vooral bloemen en portretten. Later werden ook landschappen en stillevens een inspiratiebron voor haar. Zondag had geen specifieke opleiding gevolgd en was een autodidact.
Ter gelegenheid van het regeringsjubileum van de koningin Wilhelmina der Nederlanden (1948) exposeerde Zondag, samen met dertien andere kunstenaars, in Kunstzaal Lambeck in Hilversum. Koningin Wilhelmina exposeerde zelf ook met schilder- en tekenwerk. Op 9 oktober 1951 trouwde Zondag met beeldhouwer Edvard Zegers. Samen kregen zij een dochter en een zoon.
Begin jaren zestig was Zondag ruim drie jaar lang, medewerkster bij het radioprogramma 'Onder de hoogtezon', een programma voor zieken. Hiervoor verzorgde zij de kunstrubriek. Voor de schoolradio-uitzendingen van de NCRV, maakte en presenteerde Zondag (ook in de jaren zestig), een rubriek over 'kunst in Egypte'. Daarnaast gaf Zondag schilder- en tekentherapie in de sanatoria Hoog Laren en Zonnestraal te Hilversum. Op de christelijke Huishoudschool te Hilversum, verzorgde zij de schilder-, handenarbeid- en tekenlessen.
In oktober 1962, maakte zij binnen veertien dagen, bijgestaan door haar echtgenoot en kunstenaar Edvard Zegers, wandschilderingen voor drie lagere scholen in Dronten. De opdracht was gegeven door de Rijksdienst voor de IJsselmeerpolders.
Zondag had augustus 1984, in expositieboerderij 'De Deel' in Sleen haar laatste tentoonstelling. Na deze expositie trokken zij en haar echtgenoot, zich terug uit de kunstenaarswereld. Op 24 juli 2018 overleed Zondag in haar woonplaats Delfstrahuizen.

## Tentoonstellingen
| Tentoonstelling                    | Plaats    | Jaar |
| ---------------------------------- | --------- | ---- |
| Kunstzaal van Lier (Jan en Loekie) | Amsterdam | 1939 |
| Asser Gymnasium (Jan en Loekie     | Assen     | 1948 |
| Kunstzaal van Lier                 | Blaricum  | 1948 |
| Kunstzaal Lambeck                  | Hilversum | 1948 |
| Ruiner gemeentehuis                | Ruinen    | 1980 |
| Expositieboerderij de deel         | Sleen     | 1984 |